# Twin Brooks
Twin Brooks è un comune degli Stati Uniti d'America, situato in Dakota del Sud, nella contea di Grant.